# 刈谷郵便局
刈谷郵便局（かりやゆうびんきょく）は、愛知県刈谷市寿町にある郵便局。民営化前の分類では集配普通郵便局であった。

## 概要

### 住所
- 〒448-8799：愛知県刈谷市寿町2-505

### 併設施設
- ゆうちょ銀行刈谷店（名古屋支店刈谷出張所）：取扱店番号210660

## 沿革
- 1872年2月5日（明治4年12月27日） - 刈谷郵便取扱所として開設[1]。
- 1875年（明治8年）1月1日 - 刈谷郵便局（五等）となる[1]。
- 1885年（明治18年）6月18日 - 貯金取扱を開始[1]。
- 1890年（明治23年）10月16日 - 為替取扱を開始[1]。
- 1892年（明治25年）2月16日 - 刈谷郵便電信局となる[1]。
- 1903年（明治36年）4月1日 - 通信官署官制の施行に伴い刈谷郵便局となる[1]。
- 1956年（昭和31年）9月21日 - 電話通話および和文電報受付事務の取扱を開始。
- 1957年（昭和32年）12月 - 局舎新築落成。
- 1975年（昭和50年）11月25日 - 刈谷市新栄町三丁目から同市寿町二丁目に移転[2]。
- 1993年（平成3年）7月1日 - 外国通貨の両替および旅行小切手の売買に関する業務取扱を開始。
- 2007年（平成19年）10月1日 - 民営化に伴い、併設された郵便事業刈谷支店、ゆうちょ銀行刈谷店に一部業務を移管。
- 2012年（平成24年）10月1日 - 日本郵便株式会社発足に伴い、郵便事業刈谷支店を刈谷郵便局に統合。

## 取扱内容

### 刈谷郵便局
- 郵便、印紙、ゆうパック、内容証明
- 生命保険、バイク自賠責保険、自動車保険、がん保険、引受条件緩和型医療保険
- 「448-00xx」「448-08xx」区域（刈谷市の全域）の集配業務
- ゆうゆう窓口

### ゆうちょ銀行刈谷店
- 貯金、貸付、為替、振替、振込、国際送金、外貨両替、国債、投資信託、変額年金保険
- ATM

## 周辺
- 刈谷市役所
- みなくる刈谷
- 刈谷警察署
- 愛知県立刈谷高等学校

## アクセス

### 鉄道
- 名鉄三河線 刈谷市駅から徒歩で約9分。
- JR東海道本線・名鉄三河線 刈谷駅から徒歩で約14分。

### バス
- 刈谷市公共施設連絡バス

### 自動車
- 衣浦豊田道路 新林ICから西へ約4km。
- 知多半島道路 東浦知多ICから東へ約7km。
- 国道23号（知立バイパス） 上重原ICから南西へ約3.5km。
- 駐車場あり：48台